# Další trable s tribbly
Další trable s tribbly je pátý díl první řady animovaného seriálu Star Trek. Premiéra epizody v USA proběhla 6. října 1973, v České republice 28. září 1997.
Díl animovaného seriálu nepřímo navazuje na epizodu Trable s tribbly původního seriálu Star Trek. Jako host pro dabing byl přizván Stanley Adams, který propůjčil hlas Cyrano Jonesovi. Adams je tak vedle Marka Lenarda (Sarek) a Rogera Carmela (Harry Mudd) jeden ze tří herců, kteří své postavy z původního seriálu dabují i v Animated Series.

## Příběh
Píše se hvězdné datum 5392.4 a USS Enterprise NCC-1701, vlajková loď Spojené federace planet, pod vedením kapitána Jamese T. Kirka je na cestě na Shermanovu planetu, kam doprovází dvě automatické lodě s nákladem obilí, hybridní trojpšenice.
Cestou se odvrátí od kurzu, aby prozkoumali křižník Klingonské říše, který pronásleduje malý člun. Klingoni nereagují na kapitánovo volání a Scottymu se dlouho nedaří transportovat jediného pasažéra člunu. Klingoni použijí proti Enterprise neznámý paprsek, který vyřadí z provozu phasery i fotonová torpéda. Na obrazovce se objevuje kapitán Kolok, který žádá zpět pasažéra člunu. Kirk mu jej odmítá vydat, ačkoliv zatím neví o koho jde a pro uvolnění z paprsku posílá proti klingonské lodi i dvě automatické lodi s obilím. To má za následek, že klingoni nemohou udržet paprsek na všechny 3 plavidla musí uvolnit Enterprise.
Když se Scottymu daří v transportéru vyvolat pilota malého člunu, Kirk, Spock i Dr. Leonard McCoy poznávají Cyrano Jonese, podvodného obchodníka, který je zodpovědný za zamoření vesmírné stanice K7, kterou měl vyčistit od tribblů. Cyrano vysvětluje, že si byl sehnat pomocníka a tím je ohavné zvířátko bluffer, který požírá tribbly. Dále uklidňuje kapitána, že tribblové, kteří se s ním transportovali z člunu jsou geneticky upravení a nebudou se množit.
Při poradě vyšších důstojníků McCoy potvrzuje, že tribblové se nemnoží, ale pouze tloustnou. Scotty upozorňuje, že byla zničena jedna automatická loď a bylo nutné na Enterprise transportovat veškerý její náklad obilí, který je teď všude ve skladištích, ale i na chodbách. Poukazuje, že kombinace tribblů s obilím a navíc v blízkosti klingonů není zrovna nejlepší situace.
Klingoni znovu podnikají nálet na Enterprise, ale pouze vyřazují pohonné jednotky druhé automatické lodi. Spock dedukuje, že chtějí, aby Kirk nechal automatickou loď vléci a tím přišel o potřebnou energii pro boj. Když navrhne klingony bombardovat tribbly, Kirk si myslí, že jde o projevy smyslu pro humor, ale Spock to myslí vážně.
Klingoni znovu přilétají a zachytávají Enterprise do paprsku. Kirk odmítá Kolokovi vydat Cyrana a požaduje uvolnit Enterprise z paprsku. Kolok nařizuje připravit výsadek na Enteprise, ale mezitím Scotty provede Spockův plán a transportují na klingonský křižník tribbly. Když to Kolok zjistí, kapituluje a chce po Kirkovi pouze bluffera. Jde o jediný exemplář svého druhu vyvinutý pro vyčištění klingonské planety od tribblů. Tomu požadavku Kirk vyhoví. Když ale Kolok chce použít bluffera, objevuje ve skladišti své lodi obřího tribbla a bluffer uteče. Když do něj nechá vystřelit, tak praskne a vyletí z něj ohromné množství malých tribblů.
Na Enterprise McCoy vysvětluje, že Cyrano sice upravil genetický kód tribblů tak, aby se nerozmnožovali, ale zapomněl upravit jejich metabolismus a proto tak rostli. Po jedné injekci nechává velké tribbly rozpadnout na malé, kteří už budou mít metabolismus v pořádku a budou opravdu neškodní. Když kapitán Kirk poukazuje na jednoho v šachtě s dotazem, že na něj doktor zapomněl, tribbl v ten moment praskne a opět kapitána zasype halda tribblů, jako tehdy na stanici K7.